# Molegbe
Molegbe è un comune della città di Gbadolite, capoluogo della Provincia del Nord Ubangi della Repubblica Democratica del Congo.

## Storia
Nel 1913 i cappuccini belgi vi fondarono una stazione missionaria che divenne residenza del capo della missione nell'Ubangi belga. I cappuccini vi stabilirono anche un seminario e una scuola normale per la preparazione degli insegnanti di scuola primaria. Con l'erezione della gerarchia cattolica in Congo (1959), la città divenne sede vescovile.